# 6ª Mostra internazionale d'arte cinematografica di Venezia
La 6ª edizione della Mostra internazionale d'arte cinematografica di Venezia (denominata 6ª Esposizione Internazionale d'Arte Cinematografica) si svolse a Venezia, Italia, dall'8 al 31 agosto del 1938.

## Storia
Per la prima volta, oltre ai documentari e ai lungometraggi a soggetto in concorso, venne presentata una retrospettiva che quell'anno fu dedicata al cinema francese, comprendente le pellicole più significative prodotte dalla nascita del cinema dal 1891 al 1933, con opere dei fratelli Lumière, di Georges Méliès, Abel Gance, René Clair e Jean Renoir.
Vengono premiati film che, al di là delle qualità estetiche, sono esplicitamente opere di propaganda: il tedesco Olympia di Leni Riefenstahl e Luciano Serra pilota di Goffredo Alessandrini. Fu anche l'ultima edizione alla quale fu presente il cinema americano fino alla fine della guerra: Biancaneve e i sette nani vincerà anche un premio. La selezione dei film stranieri spetta ancora ai rispettivi paesi, metodo che verrà interrotto nel 1956.

## Giuria internazionale
- Giuseppe Volpi (Italia) (presidente)
- Olaf Andersson (Svezia)
- Luigi Freddi (Italia)
- Milos Havel (Cecoslovacchia)
- Neville Kearney (Gran Bretagna)
- René Jeanne (Francia)
- Oswald Lehnich (Germania)
- Antonio Maraini (Italia)
- Humberto Mauro (Brasile)
- Edmond Moreau (Svizzera)
- Eitel Monaco (Italia)
- Ryszard Ordynsky (Polonia)
- Giacomo Paulucci di Calboli (Italia)
- Alfonso Rivas Bustamante (Messico)
- Harold L. Smith (Stati Uniti d'America)
- Junzo Sato (Giappone)
- F. L. Theron (Sudafrica)
- Carl Vincent (Belgio)
- Louis Villani (Ungheria)

## Film in concorso

### Argentina
- La chismosa, regia di Enrique Susini

### Belgio
- Het lied van het linnen, regia di Charles Dekeukeleire (cortometraggio)
- Thema's van de inspiratie, regia di Charles Dekeukeleire (cortometraggio)

### Brasile
- Victoria Regia (cortometraggio)
- O ciel de Brasile (cortometraggio)

### Cecoslovacchia
- Verginità (Panenství), regia di Otakar Vávra
- Hordubalové, regia di Martin Fric
- Cech panen kutnohorských, regia di Otakar Vávra
- Filosofská historie, regia di Otakar Vávra
- Svet kde se zebrá, regia di Miroslav Cikán
- Cesta ze stínu, regia di Jirí Weiss (cortometraggio)
- Dejte nám kridla, regia di Jirí Weiss (cortometraggio)
- Pojd s námi, regia di Jirí Weiss (cortometraggio)
- Homba zaliskon (cortometraggio)
- Myslenka hledající svetlo, regia di Karel Dodal e Irena Dodalová (cortometraggio)

### Francia
- L'intrusa (Abuso di fiducia) (Abus de confiance), regia Henri Decoin
- Il porto delle nebbie (Le Quai des brumes), regia di Marcel Carné
- Ragazze folli (Entrée des artistes), regia di Marc Allégret
- Scacco alla regina (Le Joueur d'échecs), regia di Jean Dréville
- Prigione senza sbarre (Prison sans barreaux), regia di Léonide Moguy
- La grande prova (Ramuntcho), regia di René Barberis
- L'Innocent, regia di Maurice Cammage
- Fanciulle alla sbarra (La Mort du cygne), regia di Jean Benoit-Lévy e Marie Epstein
- Barbe-Bleue, regia di René Bertrand (cortometraggio)
- Branlebas de combat, regia di Etienne Lallier (cortometraggio)
- Fregates du ciel (cortometraggio)
- Jardins de la France, regia di Louis Cuny (cortometraggio)
- Karakoram, regia di Henri de Ségogne (cortometraggio)
- Le Froid, regia di Marc Cantagrel (cortometraggio)
- Le Moteur à explosion, regia di Jean Brérault (cortometraggio)
- Le Grandes loueurs, regia di Jaques Beer (cortometraggio)
- Rubens et son temps, regia di René Huyghe (cortometraggio)
- Versailles cité royale, regia di Jacques Schiltz (cortometraggio)
- Voyage en France de souverains britanniques (cortometraggio)

### Germania
- Casa paterna (Heimat), regia di Carl Froelich
- Sei ore di permesso (Urlaub auf Ehrenwort), regia di Karl Ritter
- Il marito a modo mio (Der Mustergatte), regia di Wolfgang Liebeneiner
- Nomadi (Fahrendes Volk), regia di Jacques Feyder
- Yvette, regia di Wolfgang Liebeneiner
- Olympia, regia di Leni Riefenstahl
- La peste di Parigi (Verwehte Spuren), regia di Veit Harlan
- Der Bienenstaat, regia di Ulrich K.T. Schulz (cortometraggio)
- Deutsche rennwagen in front, regia di Far Stoll (cortometraggio)
- Farbenpracht auf dem Meeresgrund, regia di Ulrich K.T. Schulz (cortometraggio)
- Flieger - Funker - Kanoniere, regia di Martin Rikli (cortometraggio)
- Gefiederte strandgaste an der ostsee, regia di Ulrich K.T. Schulz (cortometraggio)
- Heide, regia di Wolfmart (cortometraggio)
- Kalt..., kälter..., am kältesten!, regia di Martin Rikli (cortometraggio)
- Stammgäste an der Nordsee, regia di Ulrich K.T. Schulz (cortometraggio)
- Kamerajagd auf seehunde, regia di Ulrich K.T. Schulz (cortometraggio)
- Libellen, regia di Ulrich K.T. Schulz (cortometraggio)
- Lotsen der luft, regia di Hans Wilhelm (cortometraggio)
- Natur und Technik, regia di Ulrich K.T. Schulz (cortometraggio)
- Riemenschneider - Der Meister von Würzburg, regia di Walter Hege (cortometraggio)
- Schnell Straßen, regia di Richard Scheinpflung (cortometraggio)
- Schwarzwald Melodie, regia di Sepp Allgeier (cortometraggio)
- Steilkäste, regia di Hans Richter (cortometraggio)
- Tintenfische, regia di Ulrich K.T. Schultz (cortometraggio)
- U.F.A. Wochenschau (cortometraggio)

### Giappone
- La pattuglia (五人の斥候兵 / Gonin no sekkohei), regia di Tomotaka Tasaka
- Ragazzi nella bufera (風の中の子供 / Kaze no naka no kodomo), regia di Hiroshi Shimizu
- Balga, le "Pampas" della Mongolia (cortometraggio)
- La vita della scuola elementare in Giappone (cortometraggio)
- Sinfonia di Tokyo (cortometraggio)

### Gran Bretagna
- Pigmalione (Pygmalion), regia di Anthony Asquith e Leslie Howard
- Il principe Azim (The Drum), regia di Zoltán Korda
- Vogliamo la celebrità (Break the News), regia di René Clair
- British Movietone News (cortometraggio)
- Catch of the Season (cortometraggio)
- Five Faces, regia di Alex Shaw (cortometraggio)
- Gazette Subjects (cortometraggio)
- Kings in Exile, regia di G.W. MacPherson (cortometraggio)
- Monkey into Man, regia di Stanley Hawes (cortometraggio)
- North Sea, regia di Harry Watt (cortometraggio)
- Of All the Gay Places, regia di Donald Taylor (cortometraggio)

- Oil From the Hearth, regia di D'Arcy Cartwright (cortometraggio)
- Prelude to Flight, regia di D'Arcy Cartwright (cortometraggio)
- Review of the Year (cortometraggio)
- Tell Me If It Hurts, regia di Richard Massingham (cortometraggio)
- The British Navy (cortometraggio)
- The Modern Spirit (cortometraggio)
- Watch and Ward in the Air, regia di Ralph Keene (cortometraggio)

### India
- Duniya Na Mane, regia di Rajaram Vankudre Shantaram

### Italia
- Luciano Serra pilota, regia di Goffredo Alessandrini
- Giuseppe Verdi, regia di Carmine Gallone
- Hanno rapito un uomo, regia di Gennaro Righelli
- Sotto la croce del sud, regia di Guido Brignone
- Armonie pucciniane, regia di Giorgio Ferroni (cortometraggio)
- Fontane di Roma, regia di Mario Costa (cortometraggio)
- Nella luce di Roma (cortometraggio)
- Un mondo meraviglioso, regia di Roberto Omegna (cortometraggio)

### Messico
- Amore di torero (¡Ora Ponciano!), regia di Gabriel Soria
- Allá en el Rancho Grande, regia di Fernando de Fuentes

### Norvegia
- Norge (cortometraggio)

### Paesi Bassi
- Nederland (cortometraggio)
- Sky Pirates, regia di George Pal (cortometraggio)

### Polonia
- Geniusz sceny, regia di Romuald Gantkowski
- Halka, regia di Juliusz Gardan
- Improwizacja (cortometraggio)
- Meteor, regia di Albert Wywerka (cortometraggio)
- Olowiane zolnierziki (cortometraggio)

### Stati Uniti d'America
- Le avventure di Tom Sawyer (The Adventures of Tom Sawyer), regia di Norman Taurog
- Figlia del vento (Jezebel), regia di William Wyler
- Maria Antonietta (Marie Antoinette), regia di W. S. Van Dyke
- Mother Carey's Chickens, regia di Rowland V. Lee
- Arditi dell'aria (Test Pilot), regia di Victor Fleming
- La grande strada bianca (Alexander's Ragtime Band), regia di Henry King
- Follie di Hollywood (The Goldwyn Follies), regia di George Marshall
- Bandiere bianche (White Banners), regia di Edmund Goulding
- Allora la sposo io (The Rage of Paris), regia di Henry Koster
- Biancaneve e i sette nani (Snow White and the Seven Dwarfs), regia di Perce Pearce, Larry Morey, William Cottrell, Wilfred Jackson e Ben Shapersteen
- Una donna vivace (Vivacious Lady), regia di George Stevens
- Il prigioniero di Zenda (The Prisoner of Zenda), regia di John Cromwell
- The River, regia di Pare Lorentz
- A Night at the Movies, regia di Roy Rowland (cortometraggio)
- Audioscopiks, regia di Jacob Leventhal e John Norling (cortometraggio)
- Bar-Rac's Night Out, regia di Earl Frank (cortometraggio)
- Sinfonia della fattoria (Farmyard Symphony), regia di Jack Cutting (cortometraggio)
- Little Buck Cheeser, regia di Rudolf Ising e Hugh Harman (cortometraggio)
- Oriental Paradise, regia di James A. FitzPatrick (cortometraggio)
- Popeye the Sailor Meets Ali Baba's Forty Thieves, regia di Dave Fleischer (cortometraggio)
- Romance of Radium, regia di Jacques Tourneur (cortometraggio)
- Ski Flight, regia di Jerome Hill (cortometraggio)
- L'eroico ammazzasette (Brave Little Tailor), regia di Bill Roberts (cortometraggio)

### Sudafrica
- In the Land of the Red Blanket (cortometraggio)
- Swazi People (cortometraggio)
- The Marriage Customs of the Amazzula (cortometraggio)
- The World's Greatest Life Sanctuary (cortometraggio)

### Svezia
- Senza volto (En kvinnas ansikte), regia di Gustaf Molander
- Julotta, regia di Gösta Roosling (cortometraggio)
- Med cannot till Lapllands fjäll (cortometraggio)
- Skatten i skagen, regia di Gunnar Skoglund (cortometraggio)

### Svizzera
- Albanie, regia di G. Kléber (cortometraggio)
- Die schweizer landesgemeinde, regia di Eduard Probst (cortometraggio)
- Hommes et machines (cortometraggio)
- La Conquète du ciel, regia di Hans Richter (cortometraggio)
- Michelangelo (Michelangelo - La Vie d'un titan), regia di Curt Oertel (cortometraggio)

### Ungheria
- A Noszty fiú esete Tóth Marival, regia di Steve Sekely
- Péntek Rézi, regia di Ladislao Vajda
- La caccia in Ungheria (cortometraggio)
- L'arte nel villaggio ungherese (cortometraggio)
- Pax vobiscum (cortometraggio)
- Sv. Istvan (cortometraggio)

## Retrospettiva del cinema francese

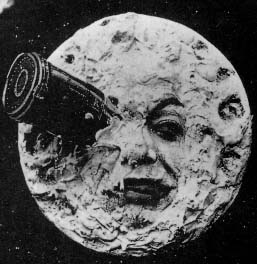
Viaggio nella Luna di Méliès.

- En rade, regia di Alberto Cavalcanti (1927)
- Entr'acte, regia di René Clair (1924)
- Fantômas, regia di Louis Feuillade (1913)
- Les Illusions fantaisistes, regia di Georges Méliès (1910)
- La caduta della casa Usher (La Chute de la maison Usher), regia di Jean Epstein (1928)
- La ragazza dell'acqua (La Fille de l'eau), regia di Jean Renoir (1925)
- Une nuit sur le mont chauve, regia di Alexandre Alexeieff (1933)
- La rosa sulle rotaie (La Roue), regia di Abel Gance (1923)
- L'arrivo di un treno alla stazione di La Ciotat (L'Arrivée d'un train en gare de La Ciotat), regia di Auguste e Louis Lumière (1895)
- L'innaffiatore innaffiato (L'Arroseur arrosé), regia di Auguste e Louis Lumière (1895)
- La Souriante Madame Beudet, regia di Germaine Dulac (1922)
- I due timidi (Les Deux Timides), regia di René Clair (1928)
- Viaggio nella Luna (Le Voyage dans la Lune), regia di Georges Méliès (1902)
- Pauvre Pierrot, regia di Charles-Émile Reynaud (1892)
- Un drame chez les fantoches, regia di Émile Cohl (1908)

## Premi

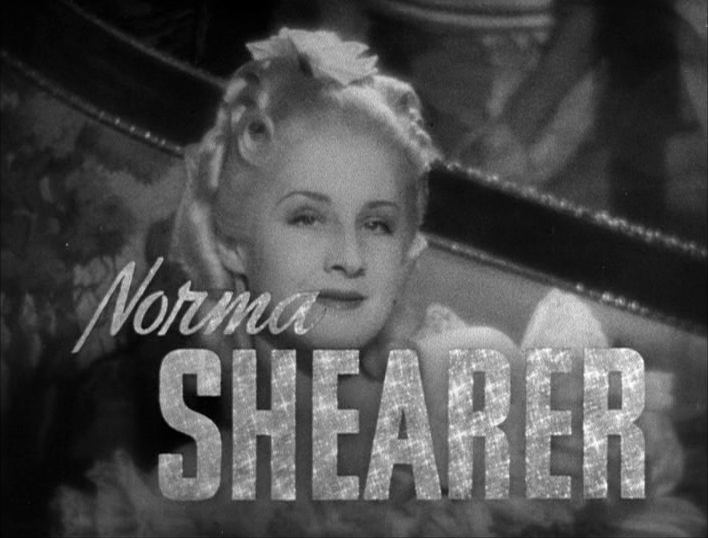
Norma Shearer, Coppa Volpi 1938

- Coppa Mussolini per il miglior film: Luciano Serra pilota di Goffredo Alessandrini e Olympia di Leni Riefenstahl (ex aequo)
- Grande trofeo d'arte della Biennale: Biancaneve e i sette nani (Snow White and the Seven Dwarfs)
- Migliore regia: Carl Froelich per Casa paterna (Heimat)
- Coppa Volpi per la migliore interpretazione maschile: Leslie Howard per Pigmalione (Pygmalion)
- Coppa Volpi per la migliore interpretazione femminile: Norma Shearer per Maria Antonietta (Marie Antoinette)
- Medaglia: Natur und Technik di Ulrich K.T. Schulz
- Medaglia di segnalazione per la regia: Marcel Carné per Il porto delle nebbie (Le Quai des brumes), Karl Ritter per Sei ore di permesso (Urlaub auf Ehrenwort), Curt Oertel per Michelangelo (Michelangelo - La Vie d'un titan)
- Medaglia di segnalazione per l'interpretazione: Heinz Rühmann per Il marito a modo mio (Der Mustergatte) e Ludwik Solski per Geniusz sceny
- Medaglia di segnalazione per il soggetto: Vogliamo la celebrità (Break the News) di René Clair
- Medaglia di segnalazione per i tecnici: Sotto la croce del sud
- Medaglia di segnalazione per il complesso artistico: Allá en el Rancho Grande, Senza volto (En kvinnas ansikte), La caccia in Ungheria, Figlia del vento (Jezebel), Una donna vivace (Vivacious Lady)
- Medaglia di segnalazione per la recitazione: Allora la sposo io (The Rage of Paris) e Hanno rapito un uomo
- Targa per il miglior cinegiornale di attualità: U.F.A. Wochenschau, Review of the Year, Voyage en France de souverains britanniques
- Targa per il miglior cortometraggio a soggetto: Karakoram di Henri de Ségogne, Armonie pucciniane di Giorgio Ferroni, Sv. Istvan
- Targa per il miglior film educativo e scientifico: Der Bienenstaat di Ulrich K.T. Schulz
- Targa per il miglior documentario: Nella luce di Roma e The River di Pare Lorentz